# Flughafen Stockholm/Bromma

i7
i11
i13

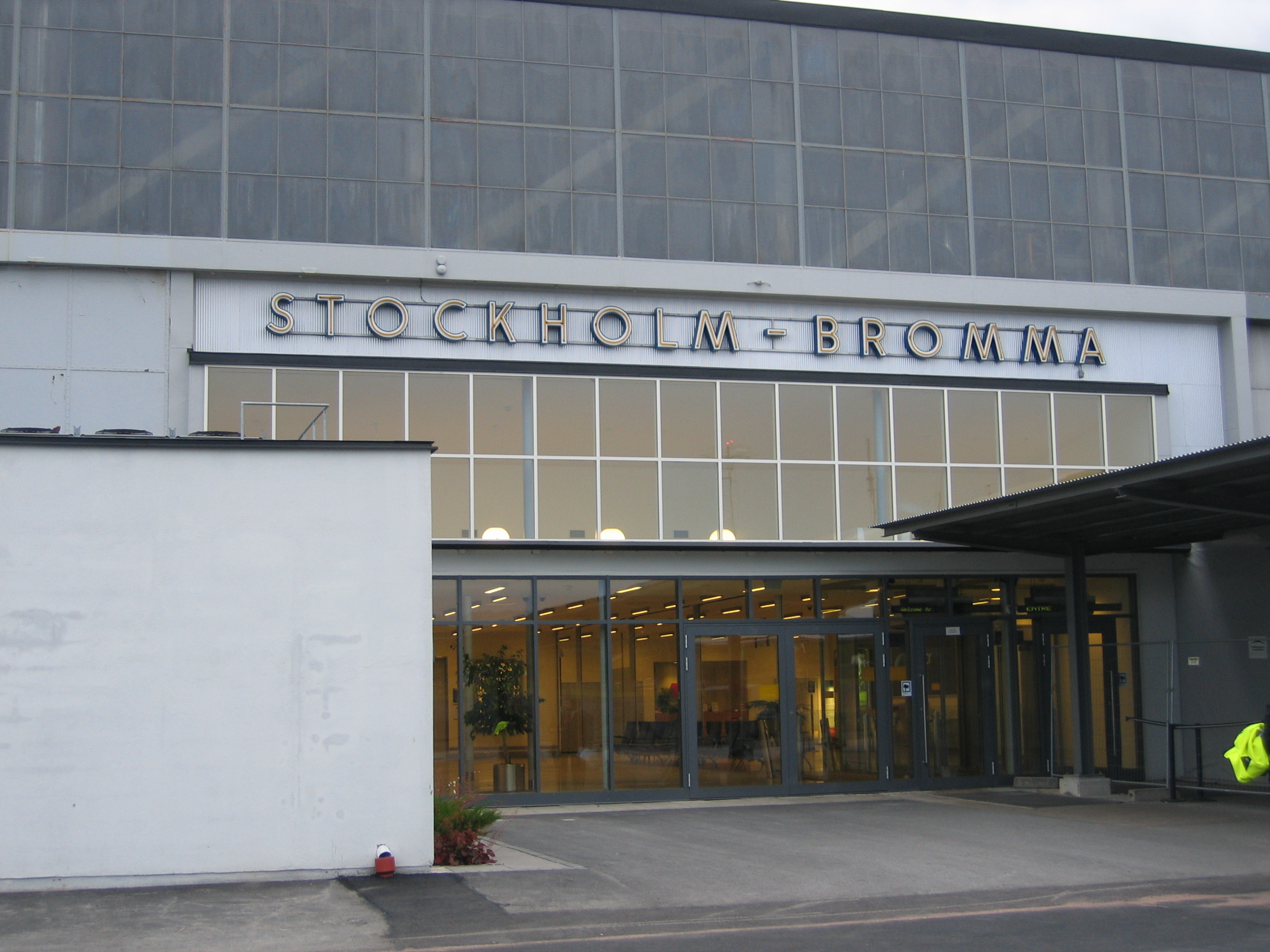
Flughafen Stockholm/Bromma, Terminal

Der Flughafen Stockholm/Bromma (Eigenbezeichnung: Bromma Stockholm Airport, IATA-Code: BMA, ICAO-Code: ESSB) ist ein Regionalflughafen in der schwedischen Hauptstadt Stockholm.

## Geschichte
Der Flughafen Stockholm/Bromma befindet sich etwa sieben Kilometer vom Stockholmer Stadtzentrum entfernt und befand sich bei Baubeginn 1933 am Rande des bebauten Gebiets. Der Flughafen Stockholm/Arlanda ersetzte Bromma als Großflughafen zu Beginn der 1960er Jahre. Mittlerweile liegt der Flughafen Stockholm/Bromma auch mitten in der Stadt im gleichnamigen Stadtteil Bromma und darf wegen Lärmschutzbestimmungen nur von besonders leisen Flugzeugen und nicht rund um die Uhr angeflogen werden.
Im April 2021 verkündete der schwedische Umweltminister Per Bolund, dass der Stadtflughafen geschlossen und der Flugverkehr nach Arlanda verlagert werden soll, um Platz für zusätzlichen Wohnungsbau zu schaffen. Ein Zeitrahmen für dieses Projekt ist wegen der möglicherweise notwendigen Ausbaumaßnahmen in Arlanda noch nicht absehbar.

## Fluggesellschaften und Ziele
Bromma dient hauptsächlich dem Regionalverkehr innerhalb Schwedens, der in erster Linie mit kleinerem Fluggerät bedient wird. BRA Braathens Regional Airlines startet hier zu vielen Inlandszielen sowie zu internationale Verbindungen. Weitere internationale Verbindung bestehen mit Brussels Airlines nach Brüssel und Finnair nach Helsinki.

## Verkehrsanbindung
Eine Verkehrsanbindung auf der Schiene bietet die Straßenbahnlinie 31, die am 13. Dezember 2020 eröffnet wurde. Allerdings verkehrt weiterhin als Schienenersatzverkehr die Buslinie 31B weitgehend streckenparallel.

## Zwischenfälle
- Am 21. April 1944 wurde eine Douglas DC-3/C-47-DL der British Overseas Airways Corporation (BOAC) (Luftfahrzeugkennzeichen G-AGFZ) bei der Landung auf dem Flughafen Stockholm/Bromma irreparabel beschädigt. Alle Insassen überlebten den Unfall.[8]

- Am 4. Dezember 1945 verunglückte eine Boeing B-17G der schwedischen AB Aerotransport (SE-BAM) im Anflug auf den Flughafen Stockholm/Bromma bei Stallarholmen, rund 40 Kilometer westlich des Zielflughafens. Die Maschine befand sich auf einem Positionierungsflug vom Flughafen Göteborg/Torslanda. Alle 6 Besatzungsmitglieder, die einzigen Insassen, wurden getötet.[9]

- Am 10. Juni 1947 kam es mit einer Douglas DC-3/C-47A-50-DL der polnischen Polskie Linie Lotnicze LOT (SP-LCB) auf dem Flughafen Stockholm/Bromma zu einem Landeunfall. Dabei wurde das Flugzeug irreparabel beschädigt. Personen kamen nicht zu Schaden.[10]

- Am 18. Februar 1951 fiel bei einer Vickers Valetta C.1 der Royal Air Force (VX514) das Triebwerk 2 (rechts) aus. Außerdem kam Rauch aus dem hinteren Kabinenboden und das Hauptfunkgerät funktionierte nicht mehr. Die Piloten setzten zu einer Notlandung auf dem Flughafen Stockholm/Bromma an. Während des herrschenden Schneesturms versuchte man durchzustarten. Dies misslang aufgrund mangelhafter Steigleistung, und es wurde eine Bauchlandung in einer Lichtung durchgeführt, wobei man mit Bäumen und Leitungen kollidierte. Ein Besatzungsmitglied kam ums Leben; die anderen 21 Insassen überlebten.[11][12]

- Am 14. Juli 1951 stürzte eine Lockheed 14H Super Electra der Airtaco (Kennzeichen SE-BTN) während des Steigflugs vom Flughafen Stockholm/Bromma aufgrund der Schaltung auf einen fast leeren Treibstofftank ab. Von den sechs Insassen starben vier. Die Maschine war auf einem Zeitungsflug nach Jönköping (siehe auch Flugunfall der Airtaco in Stockholm 1951).[13][14]

- Am 15. Januar 1977 stürzte eine durch Linjeflyg von Skyline gemietete Vickers Viscount 838 (SE-FOZ) beim Anflug auf den Flughafen Stockholm/Bromma auf einen Parkplatz in Kälvesta, einem Vorort von Stockholm. Alle 22 Personen an Bord kamen ums Leben. Einige Autos wurden zerstört und an einigen Wohnhäusern entstanden Brandschäden durch das brennende Flugzeug. Der Unfall wurde durch eine Vereisung der Höhenflosse ausgelöst, die dazu führte, dass das Flugzeug beim Ausfahren der Landeklappen in die Endstellung unsteuerbar wurde. Die schwedischen Piloten waren nicht darüber informiert, dass der Flugzeugtyp für diese Form der Vereisung anfällig war, die in Nordeuropa im Winter des Öfteren vorkommt (siehe auch Linjeflyg-Flug 618).[15]